# Illhaeusern
Illhaeusern é uma comuna francesa na região administrativa de Grande Leste, no departamento Alto Reno. Estende-se por uma área de 10,51 km². Em 2010 a comuna tinha 724 habitantes (densidade: 68,9 hab./km²).